# Togo na Letnich Igrzyskach Olimpijskich 1972
Togo na Letnich Igrzyskach Olimpijskich 1972 reprezentowało 7 zawodników (sami mężczyźni). Był to pierwszy start reprezentacji Togo na letnich igrzyskach olimpijskich.

## Skład kadry

### Lekkoatletyka
Mężczyźni
- Roger Kangni - 800 metrów - odpadł w eliminacjach
- Martin Adouna - skok w dal - 31. miejsce

### Boks
Mężczyźni
- Guy Segbaya - waga piórkowa - 17. miejsce
- Komlan Kalipe - waga półśrednia - 33. miejsce

### Kolarstwo
Mężczyźni
- Gbedikpe Emmanuel Amouzou - wyścig indywidualny ze startu wspólnego - nie ukończył
- Charles Leodo - wyścig indywidualny ze startu wspólnego - nie ukończył
- Tompson Mensah - wyścig indywidualny ze startu wspólnego - nie ukończył